# Comunità montana L'Arco degli Aurunci
La Comunità montana "L'Arco degli Aurunci" è una comunità montana della provincia di Frosinone e rappresenta la XIX zona montana della Regione Lazio.
La comunità montana, con una estensione di 20.000 ettari e una popolazione di 12.000 abitanti, è composta da tutti i comuni Aurunci della provincia di Frosinone collocati a ridosso del Sud pontino (Campodimele a scendere) e al di qua del fiume Liri. Il territorio abbraccia in parte i massicci più alti dei Monti Aurunci (Monte Petrella e Monte Fammera), affacciandosi sulla costa del Mar Tirreno, e dall'altro lato i Monti Aurunci orientali (o Vescini) con il monte Maio.
La XIX Comunità Montana fu istituita dalla Regione Lazio il 22 giugno 1999 e soltanto dopo il 20 aprile 2001 furono costituiti i suoi organi istituzionali. In seguito L'Ente ha adottato il nome "L'Arco degli Aurunci" e il nuovo stemma raffigura il portale in pietra che si apre sui paesi e sulle montagne degli Aurunci.
I sei comuni che oggi costituiscono la Comunità Montana "L'Arco degli Aurunci" prima del 20 aprile 2001 facevano parte della XVII Comunità Montana dei Monti Aurunci. In seguito allo scorporo, la sede della XVII Comunità Montana ubicata ad Esperia, ed oggi sede della XIX Comunità Montana, fu trasferita a Spigno Saturnia.

## Composizione
La XIX Comunità Montana "L'Arco degli Aurunci" consta di sei comuni:
- Ausonia
- Castelnuovo Parano
- Coreno Ausonio
- Esperia
- Sant'Andrea del Garigliano
- Vallemaio